# Gmina Söderhamn
Gmina Söderhamn (szw. Söderhamns kommun) – gmina w Szwecji, w regionie Gävleborg, siedzibą jej władz jest Söderhamn.
Pod względem zaludnienia Söderhamn jest 89. gminą w Szwecji. Zamieszkuje ją 26 731 osób, z czego 50,18% to kobiety (13 413) i 49,82% to mężczyźni (13 318). W gminie zameldowanych jest 651 cudzoziemców. Na każdy kilometr kwadratowy przypada 25,1 mieszkańca. Pod względem wielkości gmina zajmuje 95. miejsce.